# Amedeo Fílipucci
Amedeo (Anteo) Filippucci (Perticara, 20 giugno 1856 – Faetano, 6 giugno 1927) è stato un artigiano e falsario italiano, noto per la sua attività nella falsificazione di monete e cartamoneta nella Valmarecchia alla fine del XIX secolo. La sua vicenda è documentata nel libro Falsa Moneta: Taddei-Filippucci e la Fabbrica di Montebello di Andrea Lividini e rappresenta un episodio significativo del contesto economico e sociale dell’epoca.

## Biografia
Amedeo Filippucci nacque a Perticara, figlio di Pietro Filippucci e Maria Evangelisti. Fu battezzato presso la parrocchia di Macerata Feltria. Visse in condizioni di povertà, che influenzarono le sue scelte di vita e lo portarono a collaborare con Francesco Taddei in attività di falsificazione. Morì il 6 giugno 1927 a Faetano, nella Repubblica di San Marino, pochi mesi dopo la morte della moglie Maria (16 maggio 1927) e del figlio Pietro (20 marzo 1925).

## Attività di falsificazione
Filippucci e Taddei operarono in una struttura nota come la "Fabbrica di Montebello", situata nei pressi del castello di Montebello. Utilizzavano macchinari avanzati per produrre monete contraffatte, che venivano distribuite nei mercati locali. Tra le monete fabbricate spiccavano pezzi d’argento e d’oro del Regno d’Italia e banconote della Banca Nazionale.
Una delle loro creazioni più emblematiche fu una banconota da 500 lire, la cui tecnica di falsificazione impressionò gli esperti dell’epoca, come Antonio Massimino dell’Officina Governativa Carte e Valori di Roma.

## Talento artistico
Oltre alle attività illecite, Filippucci si distinse come artista e artigiano:
- Intagliatore: Realizzò cornici intagliate per la Chiesa di San Paolo Apostolo a Faetano e due candelabri per la Chiesa dei Servi di Rimini.[5]
- Espositore internazionale: Un tavolo intagliato da Filippucci fu presentato all’Esposizione Universale di Parigi del 1900, rappresentando la Repubblica di San Marino. L’opera è citata nel libro La République de Saint-Marin à l'Exposition universelle de Paris en 1900.[6]
- Disegnatore: Creò un disegno mnemonico di Faetano, pubblicato nel libro Rocche e Castelli (1972), che rappresenta una visione storica e artistica della Faetano di fine Ottocento.[7]

## Eredità culturale
Il detto popolare "Sei falso come la moneta di Filippucci" testimonia l’impatto della sua attività nell’immaginario collettivo della Valmarecchia e della Repubblica di San Marino. A Faetano gli è stata dedicata una via, riconoscendo il suo contributo storico e artistico.